# Pir Syed Nazim Hussain Shah
Pir Syed Nazim Hussain Shah ( Urdu   سید ناظم حسین ; nacido en marzo de 1950) es un político paquistaní   que se desempeñó como miembro de la Asamblea Provincial del Punjab con su partido político Partido del Pueblo de Pakistán ( PPP ) de 1972 a 2018.

## Carrera
Fue elegido por primera vez para la Séptima Asamblea de la Asamblea Provincial del Punjab en 1972, cargo que ocupó hasta 1977.  Fue elegido nuevamente para la Décima Asamblea (1988-90), la Duodécima Asamblea (1993-1996), la Decimocuarta Asamblea (2002-2007)  y la Decimoquinta Asamblea (2008-2013).  En 2013, terminó en tercer lugar en las elecciones para la Asamblea Provincial del Punjab.